# Eugénio do Canto
Eugénio do Canto (Ponta Delgada, 17 de outubro de 1836 — Ponta Delgada, 7 de setembro de 1915) foi guarda-mor da Relação dos Açores, professor e reitor do Liceu de Ponta Delgada. Distinto bibliófilo, realizou a publicação de muitas espécies existentes em várias bibliotecas da Europa que interessavam a Portugal. Foi irmão do também bibliófilo Ernesto do Canto.